# Dibamus leucurus
Dibamus leucurus là một loài thằn lằn trong họ Dibamidae. Loài này được Bleeker mô tả khoa học đầu tiên năm 1860.